# Joshua: Teenager vs. Superpower
Joshua: Teenager vs. Superpower è un documentario del 2017 diretto da Joe Piscatella.
È basato sul personaggio di Joshua Wong, un adolescente che raduna i giovani di Hong Kong in dissenso durante il Movimento di occupazione di Hong Kong del 2014 quando il Partito Comunista Cinese si è ribellato alla sua promessa di autonomia sul territorio.

## Distribuzione
Al Sundance Film Festival, Netflix ha negoziato i diritti di visione in tutto il mondo per il documentario.
Il film è stato presentato in anteprima al Sundance Film Festival 2017 al Park City Temple Theatre nel World Documentary Competition di Sundance. [1] Il film è stato rilasciato su Netflix il 26 maggio 2017.

## Riconoscimenti
- 2017 - Sundance Film Festival
  - World Cinema Audience Award nella categoria "Documentary"
- Producers Guild of America Award
  - Candidatura